# Francis Bouillon
Francis Joseph Bouillon (* 17. Oktober 1975 in New York City, New York) ist ein ehemaliger US-amerikanisch-kanadischer Eishockeyspieler und derzeitiger -trainer, der im Verlauf seiner aktiven Karriere zwischen 1992 und 2015 unter anderem 831 Spiele für die Canadiens de Montréal und Nashville Predators in der National Hockey League auf der Position des Verteidigers bestritten hat.

## Karriere
Francis Bouillon begann seine Karriere als Eishockeyspieler in der Ligue de hockey junior majeur du Québec, in der er von 1992 bis 1996 für Titan de Laval, das Titan Collège Français de Laval und die Prédateurs de Granby aktiv war.
Daraufhin spielte der ungedraftete Verteidiger je eine Spielzeit lang für die Wheeling Nailers in der East Coast Hockey League und die Rafales de Québec in der International Hockey League, ehe er am 18. August 1998 als Free Agent einen Vertrag bei den Canadiens de Montréal erhielt. In deren Franchise spielt er – mit einigen Unterbrechungen – seit 1998. Einzig während der Saison 2002/03 bestritt der Verteidiger vier Spiele für die Nashville Predators, die ihn von der Waiver-Liste ausgewählt hatten. Zudem überbrückte er den Lockout in der NHL-Saison 2004/05 bei Leksands IF aus der HockeyAllsvenskan, der zweiten schwedischen Spielklasse. Zwischen 2009 und 2012 spielte er noch einmal für die Predators, mit denen er einen Dreijahresvertrag unterzeichnet hatte. Im Juli 2012 kehrte er nach Montréal zurück, wo er ab der Saison 2012/13 von seinen ehemaligen Weggefährten Michel Therrien trainiert wird. Im Sommer 2014 verlängerten die Canadiens seinen Vertrag nicht, sodass er fortan als Free Agent auf der Suche nach einem neuen Arbeitgeber war.
Im Oktober 2014 unterschrieb er einen Vertrag bis Ende der Spielzeit 14/15 beim Schweizer NLA-Club HC Ambrì-Piotta, ehe er im September 2015 das Ende seiner aktiven Karriere verkündete. Im Sommer 2017 wurde er von seinem Ex-Team Canadiens de Montréal für das erweiterte Trainerteam angestellt.

### International
Für die USA nahm Bouillon an der Weltmeisterschaft 2003 teil, bei der er mit seiner Mannschaft den 13. Platz belegte.

## Erfolge und Auszeichnungen
| - 1993 Coupe-du-Président-Gewinn mit den Titan de Laval - 1996 Coupe-du-Président-Gewinn mit den Prédateurs de Granby - 1996 Memorial-Cup-Gewinn mit den Prédateurs de Granby - 1996 LHJMQ Second All-Star Team | - 1999 AHL All-Star Classic - 2005 Meister der Allsvenskan und Aufstieg in die Elitserien mit Leksands IF - 2014 Spengler-Cup-Gewinn mit dem Genève-Servette HC |

## Karrierestatistik

### International
Vertrat die USA bei:
- Weltmeisterschaft 2003

(Legende zur Spielerstatistik: Sp oder GP = absolvierte Spiele; T oder G = erzielte Tore; V oder A = erzielte Assists; Pkt oder Pts = erzielte Scorerpunkte; SM oder PIM = erhaltene Strafminuten; +/− = Plus/Minus-Bilanz; PP = erzielte Überzahltore; SH = erzielte Unterzahltore; GW = erzielte Siegtore; 1 Play-downs/Relegation; Kursiv: Statistik nicht vollständig)